# Eriococcus sasae
Eriococcus sasae är en insektsart som först beskrevs av Danzig 1975.  Eriococcus sasae ingår i släktet Eriococcus och familjen filtsköldlöss. Inga underarter finns listade i Catalogue of Life.